# Calliandra pittieri
Calliandra pittieri är en ärtväxtart som beskrevs av Paul Carpenter Standley. Calliandra pittieri ingår i släktet Calliandra och familjen ärtväxter.

## Underarter
Arten delas in i följande underarter:
- C. p. pittieri
- C. p. polyphylla